# Монтгомери (округ, Мэриленд)
Округ Монтго́мери (англ. Montgomery County) — округ в центральной части штата Мэриленд, непосредственно на север от Вашингтона. Часть городской агломерации Вашингтон — Балтимор. Один из богатейших округов в стране.
Административный центр округа (county seat) — город Роквилл. Крупнейший населенный пункт (городом официально не является) — Силвер-Спринг. Округ Монтгомери граничит с Вашингтоном на юге, Виргинией на юго-западе, округом Фредерик на северо-западе, округом Хауард на северо-востоке и округом Принс-Джорджес на юго-востоке. В 2000, в округе проживало 873 341 человек. Назван в честь Ричарда Монтгомери, генерала армии США во время Войны за независимость.